# Buscando desesperadamente a Madonna
Buscando desesperadamente a Madonna: En busca del significado de la mujer más famosa del mundo es un libro escrito por el periodista Adam Sexton sobre la artista estadounidense Madonna que fue publicado a través de la editorial Random House en el año de 1992. Es una especie de antología de ensayos académicos y periodísticos sobre la carrera, personalidad y el éxito de la cantante. El autor hace mención de críticas sobre Madonna del escritor Nicholson Baker, la feminista bell hooks y el crítico Luc Sante, así como de otros intelectuales. También agrega sus propios pensamientos.
Después de su publicación el libro recibió la apreciación del público y la crítica especializada, con Greil Marcus quien expresó del libro que era «mejor que cualquier colección pseudo-académica que ha visto».

## Información general

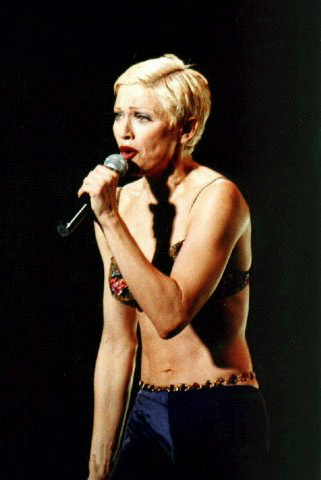
Madonna en 1993, un año después de la publicación del libro.

Adam Sexton es un periodista y editor estadounidense que ha escrito varios libros de ficción y cultura popular, además de enseñar clases de escritura en la Universidad de Nueva York. También ha trabajado para New York Times,  Village Voice y el Boston Phoenix en artículos de arte y entretenimiento.
Buscando desesperadamente a Madonna: En busca del significado de la mujer más famosa del mundo o simplemente Buscando desesperadamente a Madonna, fue puesto a la venta a finales de 1992. Contiene en su edición original 316 páginas y más de 40 secciones. Una edición japonesa fue puesta a la venta en 1994. En línea general, es una colección o antología de artículos académicos y ensayos sobre la carrera, personalidad y el éxito de la cantante. Con esto, Sexton pretende reseñar cómo Madonna se ha «interpretado» en casi todas las formas posibles, desde dibujos animados hasta en ensayos académicos, pasando por el periodismo sensacional.
En el libro, Adam Sexton incluyó críticas sobre Madonna del escritor Nicholson Baker, la feminista bell hooks y el crítico Luc Sante. Sin embargo, también escribió sus propios pensamientos. Entre ellos, él escribió que «el mercado de la música se ha hecho muy fragmentado. Dudo que algún día, alguien vaya a dominarlo de la forma en que Madonna lo domina». Además dijo que «ella es inteligente, tiene buen gusto, rodeada de gente con talento y es terriblemente ambiciosa».

## Recepción
La Publishers Weekly le dio un visto bueno a la publicación y dijo que la «amplia gama de fuentes de las que el periodista musical Sexton ha sacrificado artículos, caricaturas y poemas de esta antología es una prueba de su diversidad: incluye de la revista MAD, YM, la National Review y Christianity and Crisis. Con la excepción del poema de Henry Rollins, en la que admite que Madonna despierta en él el deseo de "tienda en Sears"». La publicación también agregó que «Sexton tiene el buen sentido de no tomar su tema demasiado en serio, y así ha incluido estas gemas de los resultados de la "encuesta simposio" que solicitó opiniones sobre el gusto de Madonna en los hombres».
Thomas Wiener de la Library Journal escribió lo siguiente:

Sea que la ames o la odies, Madonna es una figura ineludible en el panorama cultural contemporáneo. Esta colección de ensayos, reseñas, dibujos animados, y lo efímero (por ejemplo, las encuestas anuales de Rolling Stone y la lista «Top Ten» de David Letterman) es un elocuente y divertido testimonio de su capacidad y persuasión. Camille Paglia, Art Buchwald, John Simon, Andrew Greeley, Ellen Goodman, y un sinfín de [autores] realizan un tiro en la mujer de las mil fases. El editor ofrece sus pensamientos en un alcance gratuito. Por desgracia, este libro se puso a la venta antes de las últimas obras artísticas de Madonna, el libro Sex y la película Body of Evidence (1993), que pusieron preocupados a la nación. Sin lugar a dudas, una secuela de larga duración podría ser compilado a partir de lo controvertido de estas adiciones a su repertorio. Es una colección para la cultura popular.

## Legado
El periodista musical y crítico cultural estadounidense Greil Marcus expresó del libro que era «mejor que cualquier colección pseudo-académica que ha visto». La revista Vogue dijo que era «un fascinante compendio de lo que Madonna pensaba» y Tabitha Soren de MTV News que «era muy cool».
Después de su publicación, Buscando desesperadamente a Madonna: En busca del significado de la mujer más famosa del mundo ha servido como texto para cursos de la Universidad de Berkeley y en otros lugares. También ha sido citado en el diccionario enciclopédico Grove Dictionary of Music and Musicians y en las nuevas perspectivas en historia de la música de la Cambridge University Press. Finalmente, fue adquirido por la Rock & Roll Hall of Fame Library and Archive.